# Uribismo
El uribismo es una corriente política colombiana basada en la interpretación de la ideología política de  Álvaro Uribe Vélez, el conservadurismo, la derecha política, el populismo y el neoliberalismo. Las ideas uribistas se asocian principalmente con el Centro Democrático, que llevó a la presidencia al candidato Iván Duque en 2018.

## Historia

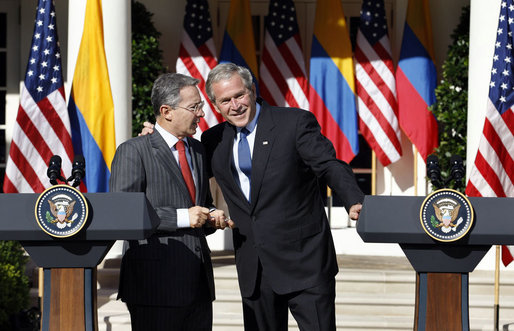
Uribe junto a George W. Bush.

El Uribismo es una doctrina política que defiende las ideologías representadas por el expresidente  Álvaro Uribe, su principal representante y por cuyo apellido se da nombre a la doctrina. Una de las principales personas que buscan impulsar las políticas y pensamiento de Álvaro Uribe como base ideológica es el exasesor presidencial José Obdulio Gaviria fundador del Centro de Pensamiento Primero Colombia, Gaviria se ha encargado de recopilar el pensamiento del mandatario en varios tomos titulados "Las ideas de Uribe"[cita requerida] en los cuales conjuga las doctrinas y pensamientos de este, los difunde en varios foros y encuentros. Por otro lado están quienes ven al uribismo como un fenómeno temporal y sin una ideología definida; en un análisis sobre la crisis al interior de la coalición de gobierno en el parlamento, el diario El País definió al uribismo como "una especie de colcha de retazos que no ha podido engranarse".
Uribe fue uno de los precandidatos para el Partido Liberal en las elecciones presidenciales de 2002, pero ya que no logró conseguir la candidatura, por medio de firmas logró ser candidato independiente junto con un apoyo del Partido Conservador, resultando elegido por encima de su contricante, el entonces candidato y exministro Horacio Serpa.
Durante su primer mandato, algunos movimientos políticos de menor importancia respaldaron a Uribe, y para las elecciones legislativas de 2006 se decidió crear un partido político uribista que agrupara a todos los pequeños movimientos uribistas, naciendo así el Partido Social de Unidad Nacional o Partido de la U. Otros movimientos como Cambio Radical, Convergencia Ciudadana y Alas Equipo Colombia, no se unieron al Partido de la U, pero siguieron apoyando a Uribe y crecieron significativamente.[cita requerida]

### Cronología política de Álvaro Uribe
1. Alcaldía de Medellín (1982-1983): Uribe fue nombrado Alcalde de Medellín en 1982 por el entonces Presidente Belisario Betancourt. Al frente de la administración de su ciudad natal, a finales de ese año renunció,[20] concluyó los estudios y obtuvo el aval de la Nación para la financiación del metro, el primero del país.[21]
2. Concejal de Medellín (1984-1986): Uribe fue elegido concejal en 1984, fue el ponente del proyecto de acuerdo que creó Metrosalud. Impulsó el acuerdo que impuso la exención de impuestos a las cooperativas.[22][23]
3. Senador de la República de Colombia (1986-1994): Uribe fue Senador de la República durante dos periodos consecutivos (1986-1990 y 1990-1994). Fue distinguido como el Senador Estrella en 1990, Senador con las mejores iniciativas en 1992 y Mejor Senador en 1993.[23]
4. Gobernador de Antioquia (1995–1997):[24] En la Gobernación de Antioquia tuvo como objetivos reducir los gastos, introducir austeridad, defender las finanzas departamentales, construir ahorro y generar más inversión para la comunidad.[cita requerida] Apoyo las Cooperativas de Vigilancia (Convivir).[25]
5. Presidente de la República de Colombia (2002-2010): En las elecciones de 2002 fue elegido Presidente de la República con el favor de 5.862.655 personas, el 54.51% de los votos, resultado que le permitió, por primera vez en la historia de Colombia, ganar en primera vuelta, se volvió a repetir en las elecciones de 2006, con 7,397,835 de votos.
6. Senador de la República de Colombia (2014-2020): Fue elegido como senador de la República para el periodo 2014 y 2018 por el partido Centro Democrático, que él mismo fundó, y ejerció sus funciones hasta su renuncia al cargo el 18 de agosto de 2020, en medio del proceso judicial por el que está atravesando el exmandatario, por la manipulación de testigos en uno de los procesos que tiene en su contra. Uribe lideró la denominada "resistencia civil" en contra de los acuerdos de paz entre el gobierno colombiano y las FARC-EP, haciendo campaña por el "No" en el plebiscito sobre los acuerdos de paz de Colombia de 2016.

## Partidos políticos representativos
El primer partido uribista fue el partido de la U, que fue creado alrededor de la figura del entonces Presidente Álvaro Uribe. Luego, es fundado el partido político Centro Democrático, por Uribe Vélez que busca subrayar el carácter ético del servicio público, la eficacia y transparencia en el manejo del Estado, creen indispensable trabajar en una plataforma de avanzada, con ideas y programas uribistas que resuelvan las preocupaciones ciudadanas relacionadas con el deterioro de la seguridad, que las propias cifras del Ministerio de Defensa registran. Sin embargo, muchos de sus integrantes tienen investigaciones judiciales vigentes, incluyendo al mismo expresidente Álvaro Uribe Vélez. El partido de la U volvió a ser parte de la coalición uribista en el gobierno de Iván Duque (2018-2022); pero luego se volvió partido antiuribista al transformarse en "colectividad de gobierno" en el gobierno de Gustavo Petro (2022-2026).

## Oposición y controversia
Fue objeto de críticas, durante su administración en la Gobernación de Antioquia por el humorista Jaime Garzón. Desde el año 2006 un gran número de políticos, en su mayoría de los partidos uribistas, fueron señalados de haber recibido beneficios de grupos paramilitares, a lo cual se le denominó como parapolítica.
Además de escándalos como la Yidispolítica, donde se pagaron favores de parte de funcionarios del gobierno Uribe a algunos congresistas para votar a favor de una reforma a la constitución que favoreciera la reelección de Álvaro Uribe (reforma que fue aprobada); las chuzadas del DAS, donde se interceptaban, por órdenes de funcionarios del gobierno Uribe, las comunicaciones a los opositores políticos del gobierno por parte de la agencia de inteligencia colombiana, cuya imagen quedó tan mal ante la opinión pública que el gobierno de Juan Manuel Santos decretó en 2011 la eliminación de la entidad. También, el escándalo de la Ñeñepolítica, donde presuntamente se compraron de votos para la campaña presidencial del 2018 del expresidente de Colombia, Iván Duque con el ganadero y narcotraficante colombiano José Guillermo Hernández, este caso ha comprometido a varios miembros de la política colombiana y miembros del partido Centro Democrático.
El uribismo ha encontrado su principal oposición en el Polo Democrático Alternativo, partido que es conformado por varias corrientes de izquierda; en el Partido Alianza Verde, de tendencia progresista; en Colombia Humana, partido de tendencia tanto progresista como socialdemócrata y en donde se encuentra uno de sus principales contrincantes, Gustavo Petro.